# بايبوخت
بايبوخت أو بايبوخ قرية عراقية قرب مدينة الموصل تقع ضمن سهل نينوى، تتبع لناحية بعشيقة . تحدها من جهة الجنوب الغربي منطقة الشلالات السياحية. 
بعد سيطرة داعش عليها لمدة 3 أعوام تحررة القرية على يد قوات الفرقة 16 الجيش العراقي في 1 نوفمبر 2016 .

## السكان
ويسكنها قبيلة الباجلان الشبك ، وايضاً العرب تشتهر القرية بالتجارة والزراعة كزراعة الحنطة والشعير والزيتون ويوجد فيها جامعان، جامع الامام علي في القرية القديمة الكبيرة وهو الرئيسي، والآخر في منطقة المهجرين التابع للقرية واسمه جامع الرسول الأعظم.

## الاعمال الارهابية
استهدفة القرية بانفجار ارهابي عام 2014 و راح ضحيتها 50 شخص بين شهيد وجريح حيث انفجرت شاحنة على جمع من الناس. 